# Бауман, Арон
Арон Бауман (нидерл. Aaron Bouwman; род. 28 августа 2007) — нидерландский футболист, защитник амстердамского «Аякса», выступающий в Эрстедивизи за «Йонг Аякс».

## Клубная карьера
Бауман начинал заниматься футболом в Харлеме в местных клубах ДСС и ХФК, а в 2018 году перешёл в академию амстердамского «Аякса». Бауман играл на позиции нападающего, но попав в «Аякс» практически сразу же переквалифицировался в центрального защитника. В 2024 году для получения игровой практики начал выступать за резервный состав «Йонг Аякс». 26 апреля 2024 года дебютировал в Эрстедивизи, выйдя на замену на 83-й минуте домашнего матча против «Роды». 30 мая 2024 года подписал с клубом свой первый контракт до середины 2027 года. В декабре 2024 года впервые попал в заявку основной команды на матч Кубка Нидерландов против «Телстара», но на поле не появился. В сезоне 2024/25 сыграл в Эрстедивизи 14 матчей за «Йонг Аякс», в основном выходя в стартовом составе.
10 августа 2025 года дебютировал в Эредивизи в домашнем матче против «Телстара» (2:0), выйдя в стартовом составе.

## Карьера в сборной
Выступал за сборные Нидерландов до 15, 16, 17 и 18 лет.

## Статистика выступлений
| Клуб             | Сезон            | Лига | Лига | Кубок | Кубок | Европейские кубки | Европейские кубки | Итого | Итого |
| Клуб             | Сезон            | Игры | Голы | Игры  | Голы  | Игры              | Голы              | Игры  | Голы  |
| ---------------- | ---------------- | ---- | ---- | ----- | ----- | ----------------- | ----------------- | ----- | ----- |
| Йонг Аякс        | 2023/24          | 1    | 0    | —     | —     | —                 | —                 | 1     | 0     |
| Йонг Аякс        | 2024/25          | 14   | 0    | —     | —     | —                 | —                 | 14    | 0     |
| Йонг Аякс        | Итого            | 15   | 0    | —     | —     | —                 | —                 | 15    | 0     |
| Аякс             | 2025/26          | 1    | 0    | 0     | 0     | 0                 | 0                 | 1     | 0     |
| Аякс             | Итого            | 1    | 0    | 0     | 0     | 0                 | 0                 | 1     | 0     |
| Всего за карьеру | Всего за карьеру | 16   | 0    | 0     | 0     | 0                 | 0                 | 16    | 0     |